# Pierre Napoléon Dupont-Delporte
Pour les articles homonymes, voir Dupont et Delporte.
Pierre Napoléon Dupont-Delporte (14 août 1821 dans l'ancien 8e arrondissement de Paris - 17 mars 1872 à Avignon) est un homme politique français du XIXe siècle.

## Biographie
Fils du baron Dupont-Delporte, Pierre Napoléon étudie le droit et s'inscrivit au barreau de Paris.
Sous-préfet à Montreuil en 1848, il est élu, le 13 mai 1849, le 11e sur 15, représentant du Pas-de-Calais à l'Assemblée législative. Il prend place à droite.
Aux élections du 29 février 1852, il se présente comme candidat d'opposition dans la 1re circonscription de l'Isère, où il échoue avec 152 voix contre 26 231 données au candidat officiel élu, M. Arnaud, et 1 041 à M. Bordillon. Il n'est pas plus heureux aux élections du 22 juin 1857, n'ayant obtenu que 3 669 voix contre 24 491 données au député sortant réélu, M. Arnaud.
Il renonce dès lors à la vie politique. Il s’installe à Grenoble, où, étant conseiller municipal, il étudie la question du chemin de fer de Lyon à Grenoble. Il écrit aussi de nombreux articles sur l’agriculture dans les journaux.
Avec la chute du Second Empire et l'instauration de la IIIe République, Dupont-Delporte est rappelé comme administrateur, et on le nomme à la préfecture de la Haute-Marne (7 avril au 17 novembre 1871), puis à celle de Vaucluse (17 novembre 1871) où il meurt en fonctions.

## Union et postérité
Fils du baron Dupont-Delporte et de Jeanne Alix Bernarde Sirugue« -Maret » (°1785 - Vitteaux (province de Bourgogne) ✝ 20 février 1877 - Paris), Pierre Napoléon épousa, le 6 février 1850 (à Paris Xe), Camille Perrin-Solliers ( ✝ 26 octobre 1903), dont il eut une fille, Jeanne Marie, mariée, le 14 avril 1875 (Paris VIIIe), avec Henri Camille Coste de Champéron (°15 décembre 1850 ✝ 1915), capitaine de cavalerie territoriale, dont postérité.